# 성적 그루밍
성적 그루밍(sexual grooming)은 성학대를 목적으로 아동의 억제력을 낮추기 위해 미성년자, 때로는 아동의 가족과 정서적 관계를 구축하는 데 사용되는 행위 또는 행동을 의미한다. 이는 온라인, 대면 및 기타 의사소통 수단을 포함한 다양한 환경에서 발생할 수 있다. 그루밍을 받은 아이들은 "불안, 우울증, 외상 후 스트레스, 자살 충동"을 포함한 정신 건강 문제를 경험할 수 있다.

## 피해자에게 미치는 영향
그루밍을 받은 아이들은 학대에 대한 책임이 자신에게 있다고 느낄 수 있으며, 가해자를 비난하는 데 어려움을 겪을 수 있다.

## 같이 보기
- 아동 권리
- 보상시스템